# Welsh Premier Division
La Welsh Premier Division (detta anche Principality Premiership per questioni di sponsorizzazioni), creata nel 1990-91, è stata sino al 2003 il massimo livello di competizione rugbistica per club in Galles.
Prima del 1990 il titolo di campione del Galles era assegnato con un complesso sistema di calcolo ("Table Merit") che assegnavano il titolo sulla base dei risultati dei singoli club nell'arco della stagione, anche nelle attività giovanili.
Dalla stagione 1999-00 al quella 2001-02 il torneo venne rinominato "Welsh-Scottish League" e le squadre di Edimburgo e Glasgow parteciparono al campionato.
Perse il suo livello di importanza quando la Welsh Rugby Union implementò la discussa riorganizzazione ("Regional Rugby Plan") su base regionale per la quale il Galles sarebbe stato rappresentato nelle principali competizioni (Celtic League e Heineken Cup) da cinque (poi ridotte a quattro) franchigie regionali. I club di prima divisione diventarono così "serbatoi" per le squadre regionali.
Negli anni la struttura della lega si è evoluta. Secondo il piano della Welsh Rugby Union i risultati e le strutture delle società sono determinanti per decidere chi debba competere in Premiership.
Nella stagione 2005-06 alla lega hanno partecipato 16 squadre contro le 17 della stagione precedente. Infatti erano stati promosse le prime due classificate della "Division One", ossia i Champions Maesteg e Glamorgan Wanderers, e retrocesse Caerphilly, Llanharan e Newbridge.
Per la stagione 2006-2007 i team sono stati ridotti a 14 e il successo è arriso per la terza volta consecutiva al Neath RFC.
Nella stagione 2007-08, che vede la partecipazione delle 14 squadre dell'anno prima, è stato adottato un nuovo sistema per l'assegnazione dei punti (lo stesso della Celtic League): 4 per la vittoria, 2 per il pareggio e zero per la sconfitta con la possibilità di guadagnare un punto bonus segnando quattro mete o perdendo con meno di 7 punti di scarto.
Nel 2009-10, i primi sei club della stagione 2008-09 si sono qualificati per la nuova competizione British and Irish Cup. Alla fine della stagione è stato aggiunto un sistema di spareggio per le prime otto squadre che si qualificano per la British and Irish Cup della stagione successiva. Solo le prime sei squadre possono qualificarsi. Questi spareggi non decidono il campionato di lega, in quanto il vincitore del campionato è la squadra che totalizza più punti nelle 26 giornate di regular season.
All'inizio della stagione 2010-11, è stato annunciato che il titolo Welsh Premiership sarebbe stato assegnato dopo i play-off tra le prime tre classificate: le squadre arrivate al secondo e terzo posto si incontreranno in un campo neutrale, i vincitori affronteranno in finale la squadra che è finita in testa alla stagione regolare. Alla fine della stagione sono previsti anche due play-out. Le prime cinque squadre del campionato sono automaticamente qualificate per la British and Irish Cup della stagione successiva, con il sesto e ultimo posto deciso da uno spareggio tra la sesta, la settima e l'ottava in classifica.
Per la stagione 2012-13, è stato annunciato una riduzione a 10 squadre. Le squadre sarebbero state scelte su tre fattori: la detenzione di una "Licenza A" basata sui criteri dello stadio; la firma di un "Accordo di partecipazione"; e risultati nelle sei stagioni precedenti. Fu annunciato che quattro club, Pontypool, Tonmawr, Bridgend e Carmarthen non avevano raggiunto i criteri richiesti per essere inclusi nella nuova lega. Tuttavia, la pressione dei tifosi di Ospreys e Scarlets ha portato la lega a essere estesa a 12 squadre con Bridgend e Carmarthen incluse. Tonmawr, per ragioni finanziarie, ha deciso di non prendere parte alla nuova lega. Pontypool ha lanciato una sfida legale per evitare di essere l'unica squadra retrocessa ma ha perso il caso.
La Premiership 2016-17 è stata la prima stagione col nuovo format: espansione a sedici club gallesi divisi in due gironi (East e West) e poi le migliori due di ogni girone si affrontano nei play-off. Per le prossime due stagioni non ci saranno retrocessioni, fino alla stagione 2018-19.

## Albo d'oro
| Stagione | Campioni     |
| -------- | ------------ |
| 1990–91  | Neath        |
| 1991-92  | Swansea      |
| 1992-93  | Llanelli     |
| 1993-94  | Swansea      |
| 1994-95  | Cardiff RFC  |
| 1995-96  | Neath        |
| 1996-97  | Pontypridd   |
| 1997-98  | Swansea      |
| 1998-99  | Llanelli     |
| 1999-00  | Cardiff RFC* |
| 2000-01  | Swansea*     |
| 2001-02  | Llanelli*    |
| 2002-03  | Bridgend     |
| 2003-04  | Newport      |
| 2004-05  | Neath        |
| 2005-06  | Neath        |
| 2006-07  | Neath        |
| 2007-08  | Neath        |
| 2008-09  | Cardiff RFC  |
| 2009-10  | Neath        |
| 2010-11  | Llanelli     |
| 2011-12  | Pontypridd   |
| 2012-13  | Pontypridd   |
| 2013-14  | Pontypridd   |
| 2014-15  | Pontypridd   |
| 2015-16  | Ebbw Vale    |
| 2016-17  | Merthyr      |
| 2017-18  | Merthyr      |
| 2018-19  | Merthyr      |

- Con l'asterisco sono indicate le edizioni della Welsh-Scottish League.

## Vittorie per club
| Squadra     | Titoli | Anno                                     |
| ----------- | ------ | ---------------------------------------- |
| Neath       | 7      | 1991, 1996, 2005, 2006, 2007, 2008, 2010 |
| Pontypridd  | 5      | 1997, 2012, 2013, 2014, 2015             |
| Llanelli    | 4      | 1993, 1999, 2002, 2011                   |
| Swansea     | 4      | 1992, 1994, 1998, 2001                   |
| Cardiff RFC | 3      | 1995, 2000, 2009                         |
| Merthyr     | 3      | 2017, 2018, 2019                         |
| Bridgend    | 1      | 2003                                     |
| Newport     | 1      | 2004                                     |
| Ebbw Vale   | 1      | 2016                                     |

## Table Merit
Elenco dei titoli assegnati dalla WRU prime dell'istituzione del campionato con il metodo delle "Table Merit".
- 1947	Neath
- 1948	Cardiff
- 1949	Cardiff
- 1950	Maesteg
- 1951	Newport
- 1952	Ebbw Vale
- 1953	Cardiff
- 1954	Ebbw Vale
- 1955	Cardiff
- 1956	Newport
- 1957	Ebbw Vale
- 1958	Cardiff
- 1959	Pontypool
- 1960	Ebbw Vale
- 1961	Abevaron
- 1962	Newport
- 1963	Pontypridd
- 1964	Bridgend
- 1965	Newbridge
- 1966	Bridgend
- 1967	Neath
- 1968	Llanelli
- 1969	Newport
- 1970	Bridgend
- 1971	Bridgend
- 1972	London Welsh
- 1973	Pontypool
- 1974	Llanelli
- 1975	Pontypool
- 1976	Pontypridd
- 1977	Llanelli
- 1978	Pontypridd
- 1979	Pontypridd
- 1980	Swansea
- 1981	Bridgend
- 1982	Cardiff
- 1983	Swansea
- 1984	Pontypool
- 1985	Pontypool
- 1986	Pontypool
- 1987	Neath
- 1988	Pontypool
- 1989	Neath
- 1990	Neath